# Robin Benway
Robin Benway (Inglewood, 1978) è una scrittrice statunitense specializzata in letteratura per ragazzi.

## Biografia
Nata a Inglewood, California, nel 1978, è cresciuta nella Contea di Orange prima di trasferirsi diciottenne a New York.
Ha frequentato l'Università di New York dove nel 1997 ha ricevuto il Seth Barkas Prize per la scrittura creativa laureandosi successivamente all'Università della California, Los Angeles.
Autrice di 6 romanzi per giovani-adulti tradotti in più di venti paesi, vive e lavora a Los Angeles.
Nel 2017 il suo romanzo Il filo che ci unisce ha ottenuto il National Book Award per la letteratura per ragazzi.

## Opere principali

### Romanzi
- Aspetta (Audrey, Wait!), Milano, Rizzoli, 2008 ISBN 978-88-17-02422-8.
- The Extraordinary Secrets of April, May & June (2010)
- Also Known As (2013)
- Going Rogue (2014)
- Emmy & Oliver (2015)
- Il filo che ci unisce (Far from the Tree, 2017), Milano, DeA, 2018 traduzione di Ilaria Katerinov ISBN 978-88-511-6384-6.

## Premi e riconoscimenti
- National Book Award per la letteratura per ragazzi: 2017 vincitrice con Il filo che ci unisce